# پارک کوهستان (کرمانشاه)
بوستان کوهستان کرمانشاه در شمال شهر کرمانشاه قرار داردبوستان کوهستان از بزرگترین و زیباترین بوستان‌های توریستی در کرمانشاه و ایران است؛ که در نزدیکی مجموعه طاق بستان قرار دارد. 
در این بوستان دو آبشار مصنوعی به صورت طبیعی ساخته شده‌استو یادوارۀ جان‌باختگان گمنام جنگ ایران و عراق در این پارک قرار دارد. 
در سال‌های اخیر تعدادی از رستوران‌ها و سازه‌هایی که به صورت غیرقانونی در این محدوده ساخته شده بود تخریب شد.

## مسیرهای کوهنوردی
پارک کوهستان به دلیل دسترسی به قله‌های کوهستان طاق‌وسان در شمال شرقی شهر کرمانشاه به‌عنوان نقطۀ صعود کوهنوردان شناخته می‌شود. دو مسیر اصلی کوهنوردی در این کوهستان وجود دارد که از پارک کوهستان آغاز می‌شود:
- مسیر سوره‌ری (سرخه‌ری یا سینه‌سور)، تا دشت گاچال،  منتهی به قلۀ فرخشاد
- مسیر تافه‌کوچکینه تا دواشکفت، منتهی به قلۀ دوشاخ (دوکل)

## یادمان جان‌باختگان گمنام جنگ ایران و عراق
در سال ۱۳۸۰ پیکر پنج تن از جان‌باختگان گمنام جنگ ایران و عراق در پارک کوهستان دفن و یادمانی تحت نام شهدای گمنام بر روی آن ساخته شد. همچنین گفته شده که محوطۀ این یادمان در زمان حملات هوایی ارتش عراق یکی از پناهگاه‌های مردم کرمانشاه بوده است. این یادمان در ۳ خرداد ۱۴۰۴ در نشست شورای ثبت ملی آثار غیرمنقول وزارت میراث فرهنگی، گردشگری و صنایع دستی جمهوری اسلامی ایران در فهرست آثار ملی کشور ثبت شد.

## نگارخانه

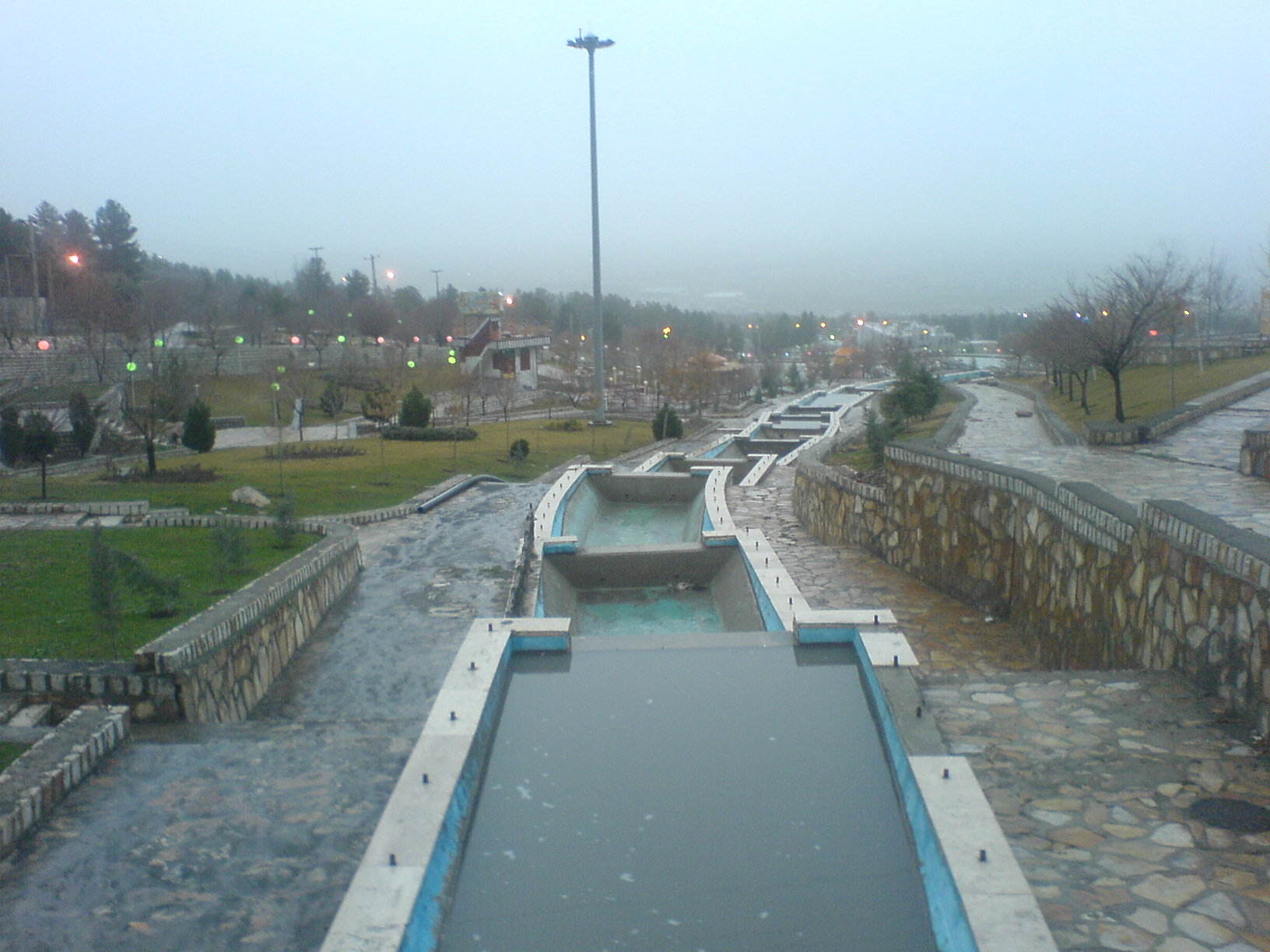
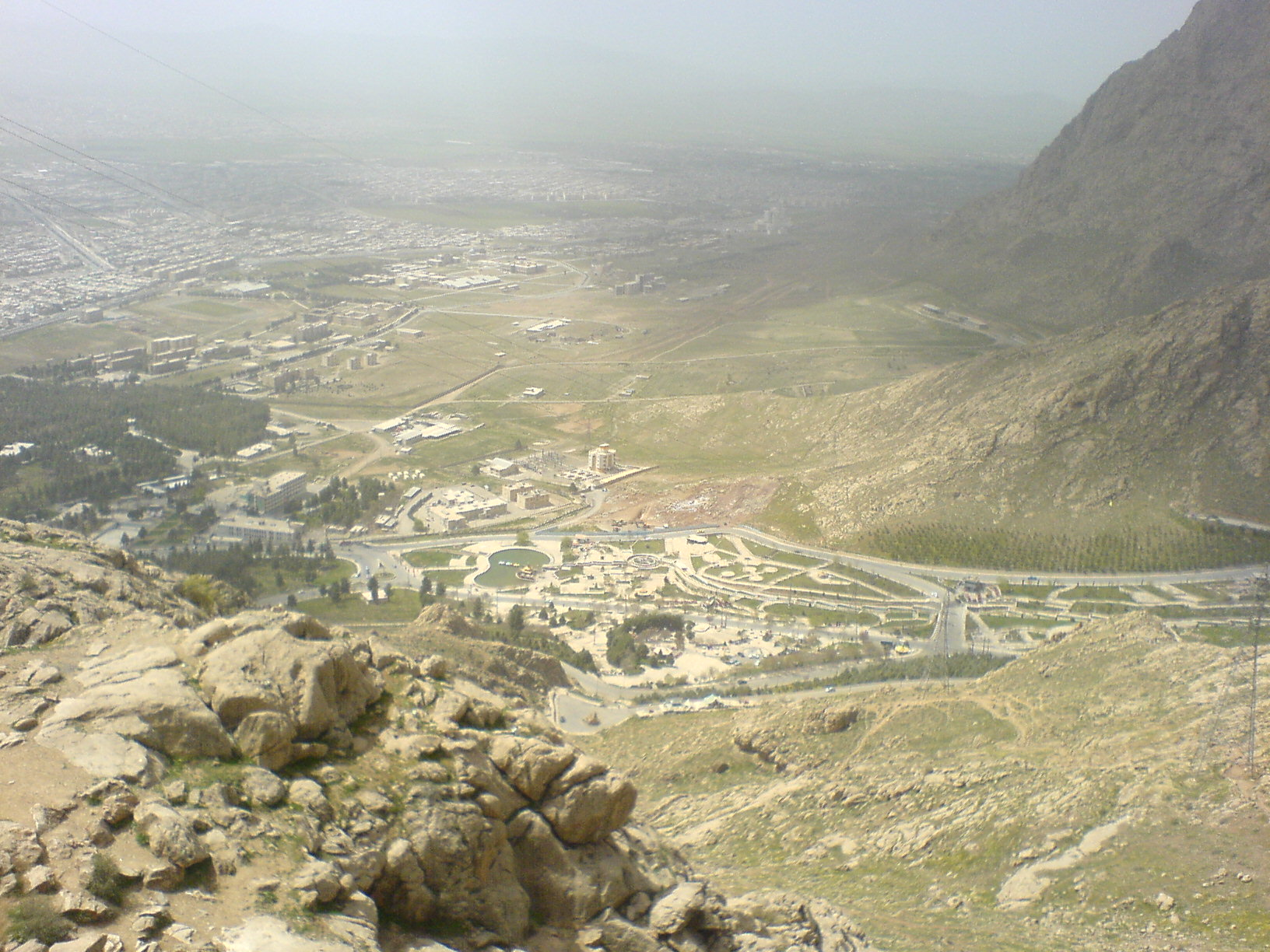